# 伊諾拉鎮區 (阿肯色州福克納縣)
伊諾拉鎮區（英語：Enola Township）是位於美國阿肯色州福克納縣的一個行政鎮區。

## 地方資料
伊諾拉鎮區的面積為71.10平方千米，當中陸地面積為71.10平方千米，而水域面積為0.00平方千米。根據2010年美國人口普查的數據，當地共有人口855人，而人口密度為每平方千米12.03人。